# Private Music
Private Music è il decimo album in studio del gruppo musicale statunitense Deftones, previsto il 22 agosto 2025 dalla Reprise Records.

## Antefatti
Nell'aprile 2024 il frontman Chino Moreno ha rivelato che i Deftones avevano lavorato al decimo album nell'ultimo anno e mezzo, spiegando che tutte le parti strumentali erano complete e che mancavano solo le sue parti vocali. Alle registrazioni ha preso parte anche il bassista Fred Sablan, che ha preso il posto di Sergio Vega nel 2022 e che si è esibito nelle tournée seguenti.

## Promozione
Durante l'esibizione tenuta dal gruppo a Londra il 29 giugno 2025 è stato mostrato sui maxi-schermi la frase Private Music - X.VII.MMXXV, facendo intendere che il 10 luglio seguente sarebbe stato pubblicato qualcosa inerente al decimo album. In tale giorno sono stati infatti rivelati i vari dettagli relativi a Private Music, oltre all'uscita del primo singolo My Mind Is a Mountain, le cui parti del testo erano state diffuse nei giorni precedenti attraverso i social network dei Deftones. Il relativo video musicale è stato reso disponibile cinque giorni più tardi. L'8 agosto il gruppo ha pubblicato il secondo singolo Milk of the Madonna.
L'album verrà promosso da una tournée europea che avrà luogo nei primi mesi del 2026, durante la quale il gruppo verrà supportato da Denzel Curry e Drug Church.

## Tracce
Testi di Chino Moreno, musiche dei Deftones.
1. My Mind Is a Mountain – 2:50
2. Locked Club – 2:52
3. Ecdysis – 3:28
4. Infinite Source – 3:32
5. Souvenir – 6:10
6. cXz – 3:12
7. I Think About You All the Time – 4:08
8. Milk of the Madonna – 4:08
9. Cut Hands – 3:01
10. ~Metal Dream – 3:02
11. Departing the Body – 5:59

## Formazione
Gruppo
- Frank Delgado – tastiera, campionatore
- Abe Cunningham – batteria
- Chino Moreno – voce, chitarra
- Stephen Carpenter – chitarra
- Fred Sablan – basso

Produzione
- Nick Raskulinecz – produzione, registrazione, ingegneria del suono
- Deftones – produzione
- Nathan Yarborough – ingegneria del suono
- Rich Costey – missaggio
- Howie Weinberg – mastering
- Will Borza – mastering